# Shizuka formosana
Shizuka formosana är en insektsart som beskrevs av Matsumura 1914. Shizuka formosana ingår i släktet Shizuka och familjen Derbidae. Inga underarter finns listade i Catalogue of Life.